# Rosina Kambus

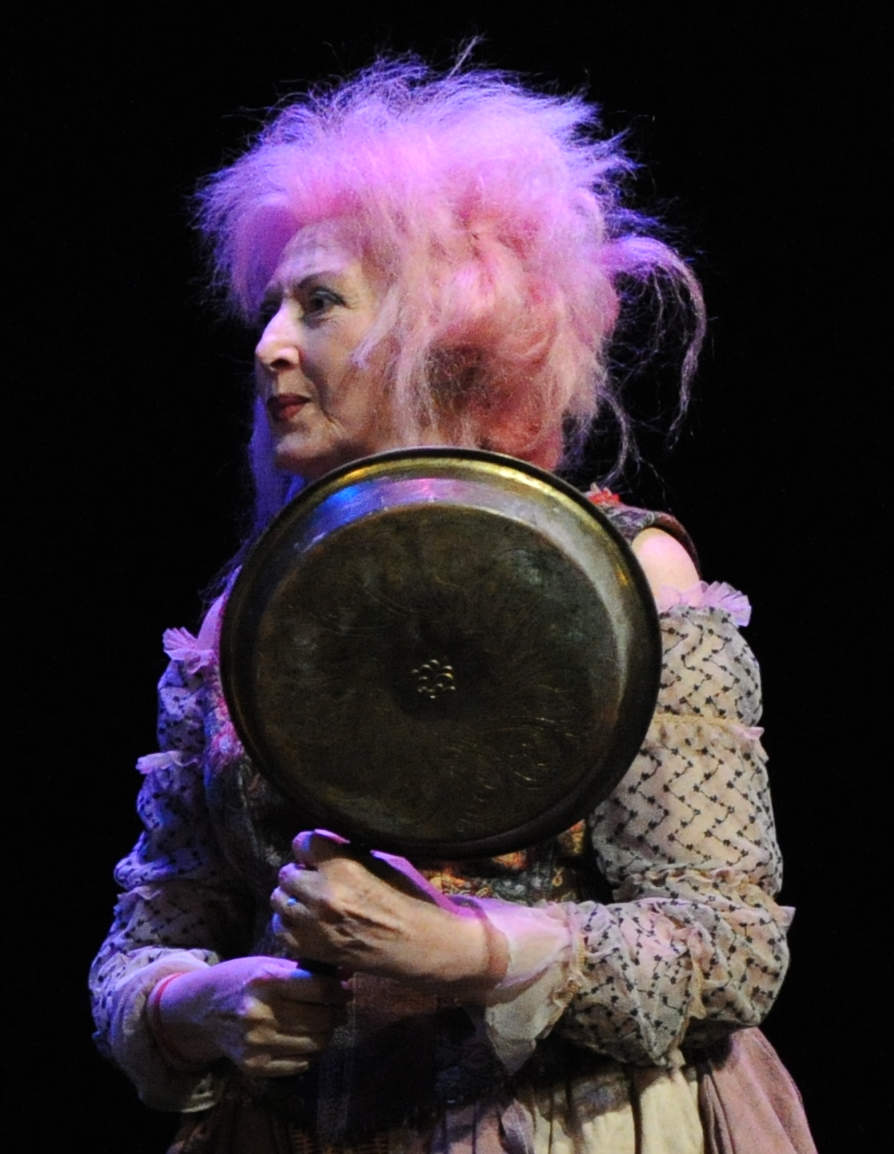
Rosina Kambus

Rosina Kambus, auch Rozina Cambos, (hebräisch רוזינה קמבוס; * 17. Dezember 1951 in Bacău, Region Moldau; † 4. Dezember 2012) war eine rumänisch-israelische Schauspielerin.

## Leben
Nach der Schule studierte sie ein Jahr lang Medizin, entschied sich aber Schauspielerin zu werden und wechselte zur Film- und Theaterschule, wo sie 1975 ihren Abschluss machte.
Kambus arbeitete in einem Theater bei Piatra Neamț. 1983 emigrierte sie nach Israel. Als Schauspielerin war sie seit Mitte der 1970er Jahre in rund 30 Film- und Fernsehproduktionen zu sehen.
Kambus gewann mehrere Auszeichnungen für ihre Arbeit. So wurde sie 2010 von der Israeli Film Academy mit Beste Nebendarstellerin ausgezeichnet.

## Filmografie (Auswahl)
- 2001: Hochzeit wider Willen
- 2008: Alles für meinen Vater